# Сергеевка (Новониколаевский район)
Сергеевка (укр. Сергіївка) — село,
Подгорненский сельский совет,
Новониколаевский район,
Запорожская область,
Украина.
Код КОАТУУ — 2323684008. Население по переписи 2001 года составляло 143 человека.

## Географическое положение
Село Сергеевка находится в 2-х км от левого берега реки Широкая,
на расстоянии в 4 км от сёл Криновка и Листовка.
По селу протекает пересыхающий ручей с запрудой.